# Music for the Amorphous Body Study Center
Albums de Stereolab
Mars Audiac Quintet
(1994) Cybele's Reverie
(1996)
Music for the Amorphous Body Study Center est un maxi du groupe anglais Stereolab, sorti en avril 1995, créé en collaboration avec le sculpteur new yorkais Charles Long.
Les sculptures, accompagnées des musiques de Stereolab, ont été exposées et vendues, chacune avec un exemplaire du disque, dans une galerie à New York. Le reste des 1 500 exemplaires de cet album a été vendu directement par la galerie, ainsi que par quelques autres magasins. Une nouvelle édition limitée est sortie quelque temps après dans le circuit traditionnel.
Toutes les chansons ont été reprises en 1998 dans la compilation Aluminum Tunes : Switched On, Vol. 3.

## Liste des titres
1. Pop Quiz
2. The Extension Trip
3. How to Play Your Internal Organs Overnight
4. The Brush Descends the Length
5. Melochord Seventy-Five
6. Space Moment
7. untitled